# La Corne-en-Vexin
La Corne-en-Vexin est une commune nouvelle française située dans le département de l'Oise, en région Hauts-de-France, créée le 1er janvier 2019 par la fusion de Boissy-le-Bois, Énencourt-le-Sec et Hardivillers-en-Vexin, qui sont devenues ses communes déléguées .

## Géographie

### Description
La Corne-en-Vexin est une commune du Vexin français dans l'Oise limitrophe au nord-est de Chaumont-en-Vexin, située à 19 km au sud-ouest de Beauvais, 30 km au nord-ouest de Pontoise, 19 km au nord-est de Magny-en-Vexin, 11 km à l'est de Gisors et 25 km au sud-est de Gournay-en-Bray
Il est aisément accessible  depuis l'ancienne route nationale 181 (actuelle RD 981) reliant Beauvais à Gisors.
Le chef-lieu de la commune nouvelle est située en mairie de l'ancienne commune d'Enencourt-le-Sec.

### Communes limitrophes
| Thibivillers      | Porcheux                  | Jouy-sous-Thelle |
|                   | La Corne en Vexin         | Bachivillers     |
| Chaumont-en-Vexin | Fay-les-Étangs Loconville | Fleury           |

### Hydrographie
La commune est située dans le bassin Seine-Normandie. Elle n'est drainée par aucun cours d'eau,.

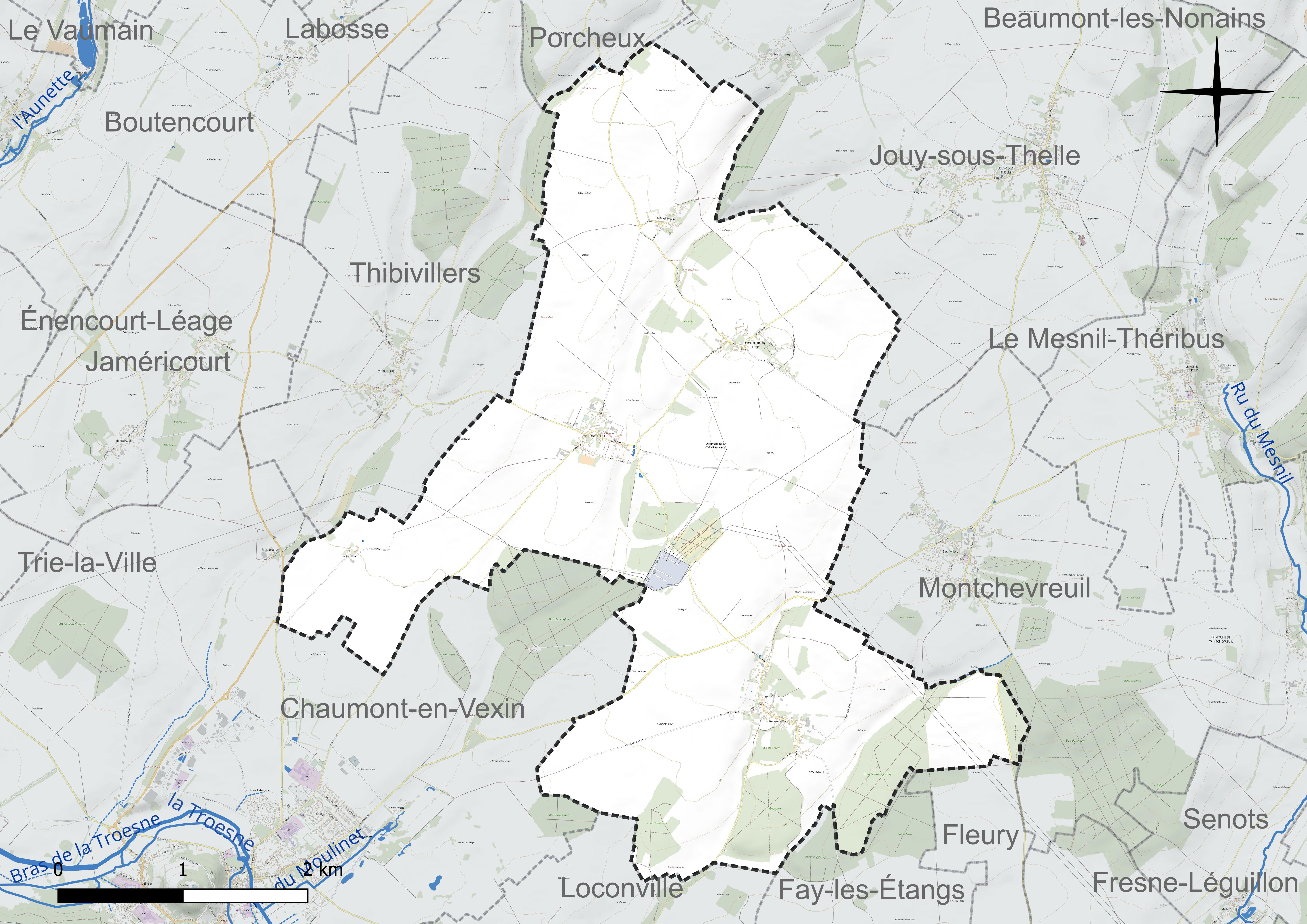
Réseau hydrographique de la La Corne-en-Vexin.

### Climat
Pour des articles plus généraux, voir Climat des Hauts-de-France et Climat de l'Oise.
En 2010, le climat de la commune est de type climat océanique dégradé des plaines du Centre et du Nord, selon une étude du CNRS s'appuyant sur une série de données couvrant la période 1971-2000. En 2020, Météo-France publie une typologie des climats de la France métropolitaine dans laquelle la commune est exposée à un climat océanique et est dans la région climatique Sud-ouest du bassin Parisien, caractérisée par une faible pluviométrie, notamment au printemps (120 à 150 mm) et un hiver froid (3,5 °C).
Pour la période 1971-2000, la température annuelle moyenne est de 10,5 °C, avec une amplitude thermique annuelle de 14,4 °C. Le cumul annuel moyen de précipitations est de 719 mm, avec 11,1 jours de précipitations en janvier et 8 jours en juillet. Pour la période 1991-2020, la température moyenne annuelle observée sur la station météorologique la plus proche, située sur la commune de Jaméricourt à 3 km à vol d'oiseau, est de 11,0 °C et le cumul annuel moyen de précipitations est de 695,7 mm,. Pour l'avenir, les paramètres climatiques de la commune estimés pour 2050 selon différents scénarios d'émission de gaz à effet de serre sont consultables sur un site dédié publié par Météo-France en novembre 2022.
| Mois                                  | jan.           | fév.            | mars          | avril         | mai           | juin            | jui.           | août           | sep.          | oct.          | nov.            | déc.             | année      |
| ------------------------------------- | -------------- | --------------- | ------------- | ------------- | ------------- | --------------- | -------------- | -------------- | ------------- | ------------- | --------------- | ---------------- | ---------- |
| Température minimale moyenne (°C)     | 1,5            | 1,4             | 3,1           | 4,5           | 7,5           | 10,3            | 12,3           | 12,4           | 10            | 7,7           | 4,4             | 2                | 6,4        |
| Température moyenne (°C)              | 4,1            | 4,6             | 7,3           | 9,8           | 13,1          | 16,2            | 18,7           | 18,5           | 15,4          | 11,7          | 7,4             | 4,6              | 11         |
| Température maximale moyenne (°C)     | 6,7            | 7,8             | 11,6          | 15,2          | 18,6          | 22,1            | 25,1           | 24,7           | 20,8          | 15,7          | 10,4            | 7,1              | 15,5       |
| Record de froid (°C) date du record   | −14,8 09.01.09 | −14,6 07.02.12  | −9,6 01.03.05 | −6 06.04.21   | −1,8 06.05.19 | −0,7 05.06.1991 | 2,6 04.07.1990 | 2,7 28.08.1998 | 0,1 30.09.18  | −4,1 28.10.03 | −8,6 24.11.1998 | −11,1 29.12.1996 | −14,8 2009 |
| Record de chaleur (°C) date du record | 15,6 27.01.03  | 19,4 24.02.1990 | 24,7 31.03.21 | 27,2 29.04.10 | 31 27.05.05   | 37,6 27.06.11   | 41,8 25.07.19  | 39,8 12.08.03  | 34,8 09.09.23 | 28,6 01.10.11 | 21,2 01.11.14   | 16,6 07.12.00    | 41,8 2019  |
| Précipitations (mm)                   | 60,5           | 49,8            | 50,7          | 49,3          | 59,1          | 54,1            | 61             | 56,4           | 47,9          | 63,1          | 64,4            | 79,4             | 695,7      |

## Urbanisme

### Typologie
Au 1er janvier 2024, La Corne-en-Vexin est catégorisée commune rurale à habitat dispersé, selon la nouvelle grille communale de densité à sept niveaux définie par l'Insee en 2022.
Elle est située hors unité urbaine. Par ailleurs la commune fait partie de l'aire d'attraction de Paris, dont elle est une commune de la couronne,.

### Habitat et logement
| Logements                                        | Nombre en 2008 | % en 2008 | nombre en 2013 | % en 2013 | nombre en 2019 | % en 2019 |
| ------------------------------------------------ | -------------- | --------- | -------------- | --------- | -------------- | --------- |
| Total                                            | 236            | 100 %     | 236            | 100 %     | 254            | 100 %     |
| Résidences principales                           | 204            | 86,4 %    | 207            | 87,9 %    | 218            | 86,0 %    |
| → Dont HLM                                       | 2              | 1,0 %     | 2              | 0,9 %     | 8              | 3,6 %     |
| Résidences secondaires et logements occasionnels | 30             | 12,5 %    | 18             | 7,5 %     | 20             | 7,6 %     |
| Logements vacants                                | 3              | 1,1 %     | 11             | 4,5 %     | 16             | 6,2 %     |
| Dont :                                           |                |           |                |           |                |           |
| → maisons                                        | 232            | 97,9 %    | 220            | 93,5 %    | 242            | 95,3 %    |
| → appartements                                   | 5              | 2,1 %     | 13             | 5,6 %     | 12             | 4,7 %     |

### Voies de communication et transports
La commune est desservie, en 2023, par les lignes 6105, 6136 et 6146 du réseau interurbain de l'Oise.

## Toponymie
L'utilisation de l'image de la métaphore sur la corne des animaux a servi à désigner soit des hauteurs ou des rochers plus ou moins pointus, soit, dans le sens horizontal, la pointe d'un terrain, un angle, une extrémité.
Le Vexin français est une ancienne province et une région naturelle de France, qui se situe dans le nord-ouest de l'Île-de-France et pour une petite partie dans les Hauts-de-France, étendue sur les départements du Val-d'Oise, des Yvelines et de l'Oise.

## Histoire
Résultant de la fusion des communes de Boissy-le-Bois, Énencourt-le-Sec, Hardivillers-en-Vexin, la commune nouvelle de La Corne en Vexin a été créée à la demande des troix conseils municipaux des anciennes communes par un  arrêté préfectoral du 28 septembre 2018 qui a pris effet le  1er janvier 2019, avec Énencourt-le-Sec pour chef-lieu.
Initialement orthographié La Corne en Vexin, le libellé du nom de la commune est ensuite modifié en La Corne-en-Vexin par arrêté préfectoral.

## Politique et administration

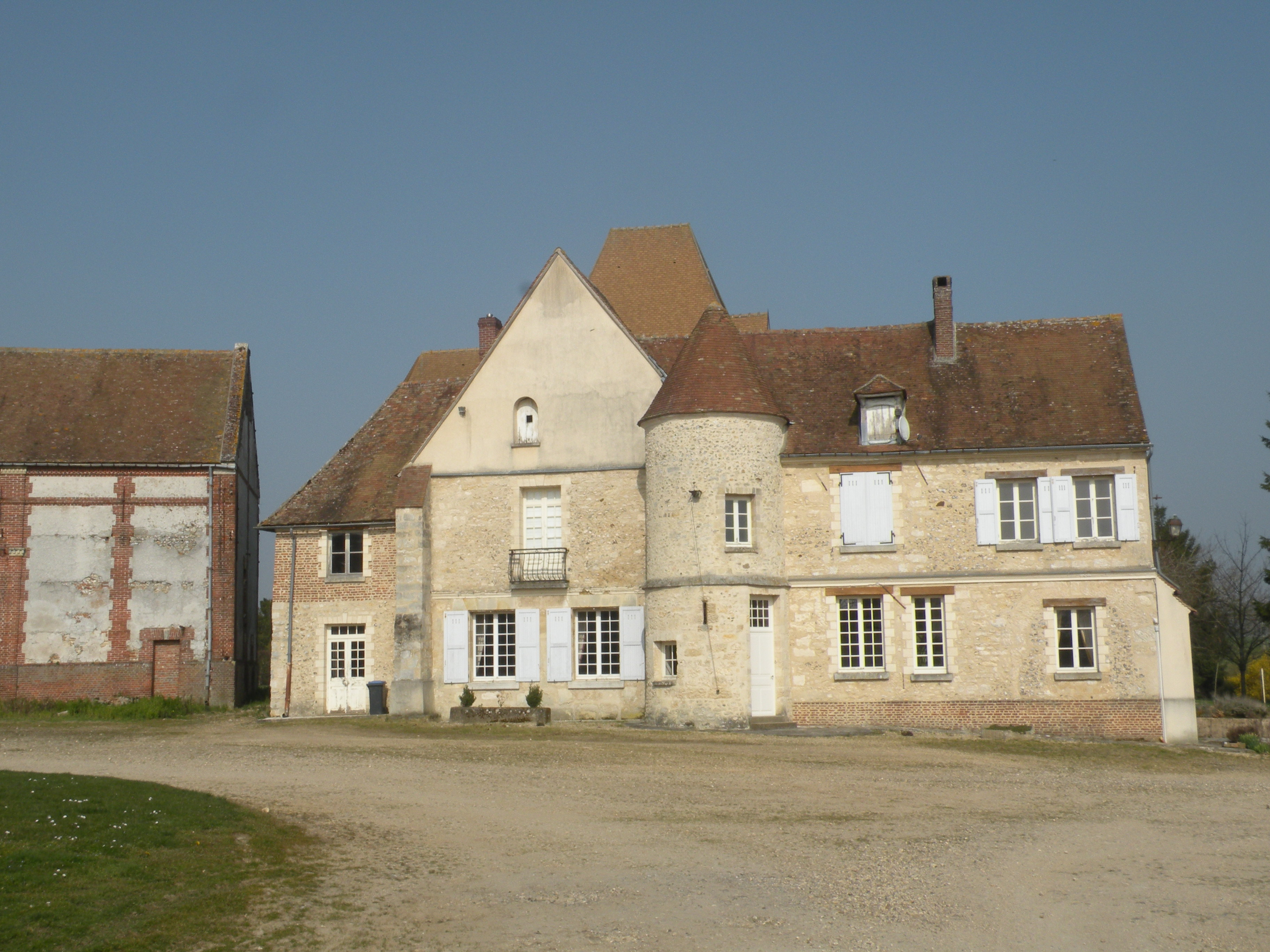
La Mairie de La Corne-en-Vexin à Énencourt-le-Sec.

### Rattachements administratifs et électoraux
La Corne-en-Vexin est située dans l'arrondissement de Beauvais du département de l'Oise.
Pour les élections départementales, la commune fait partie du  canton de Chaumont-en-Vexin
Pour l'élection des députés, elle fait partie de la deuxième circonscription du Calvados.

### Intercommunalité
La Corne-en-Vexin  est membre, comme l'étaient ses anciennes communes, de la communauté de communes du Vexin-Thelle, un établissement public de coopération intercommunale (EPCI) à fiscalité propre créé en 2000  et auquel la commune a transféré un certain nombre de ses compétences, dans les conditions déterminées par le code général des collectivités territoriales..

### Liste des maires
| Période                                  | Période                       | Identité           | Étiquette | Qualité     |
| ---------------------------------------- | ----------------------------- | ------------------ | --------- | ----------- |
| Les données manquantes sont à compléter. |                               |                    |           |             |
| mai 2020                                 | En cours (au 2 décembre 2021) | Christophe Barreau |           | Agriculteur |

### Communes déléguées
| Nom                      | Code Insee | Intercommunalité   | Superficie (km2) | Population (dernière pop. légale) | Densité (hab./km2) |
| ------------------------ | ---------- | ------------------ | ---------------- | --------------------------------- | ------------------ |
| Énencourt-le-Sec (siège) | 60209      | CC du Vexin Thelle | 5,99             | 191 (2016)                        | 32                 |
| Boissy-le-Bois           | 60080      | CC du Vexin Thelle | 6,04             | 195 (2016)                        | 32                 |
| Hardivillers-en-Vexin    | 60300      | CC du Vexin Thelle | 4,82             | 142 (2016)                        | 29                 |

## Équipements et services publics
Les enfants de la commune sont scolarisés au groupe scolaire Roger-Blondeau de Chaumont-en-Vexin.

## Population et société

### Démographie
| 1968 | 1975 | 1982 | 1990 | 1999 | 2008 | 2013 | 2019 |
| ---- | ---- | ---- | ---- | ---- | ---- | ---- | ---- |
| 291  | 271  | 326  | 383  | 464  | 515  | 521  | 540  |